# Frieda Zeller-Plinzner
Sophie Marianne Frieda Zeller-Plinzner (* 22. März 1883 in Potsdam; † 22. Juli 1970 in Waldwimmersbach) war eine deutsche Schriftstellerin und evangelische „Zigeunermissionarin“ in Berlin, Frankfurt am Main und Hamburg. Sie veröffentlichte unter den Namen Frieda Plinzner, Frida Zeller und Frieda Zeller-Plinzner vor allem missionarische Kinderbücher. Einer ihrer Themenschwerpunkte waren Roma. Bei Zeller-Plinzner mischten sich widersprüchlich „christliche Nächstenliebe“ und das Konzept der „Besserungspolitik“ im Anschluss an Gottlieb Grellmann. Ihre Darstellungen von „Zigeunern“ resultierten zum einen aus stereotypen Vorstellungen über deviantes „zigeunerisches“ und normativ richtiges bürgerlich-christliches Verhalten. Ihrer Missionsarbeit lag die Vorstellung zugrunde, Roma seien Heiden. Katholisch geprägte Volksfrömmigkeit und Marienverehrung waren für sie nichtchristlicher Aberglaube.

## Elternhaus und Familie, Ehe

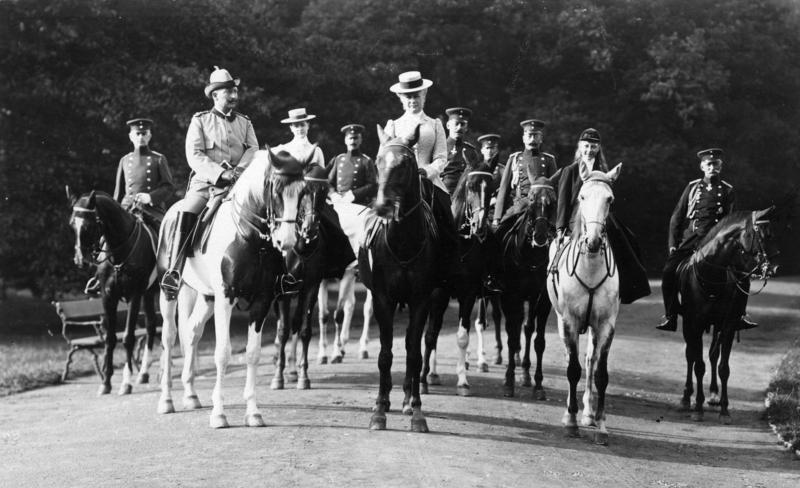
Kaiser Wilhelm II. auf Pferd mit Gefolge. Aufgrund seiner körperlichen Behinderung bedurfte er auch beim Reiten besondere Unterstützung. (Kassel? 1906, Foto: Oscar Tellgmann)

Frieda Plinzner wurde am 22. März 1883 in Potsdam als Tochter von Paul Ferdinand Plinzner, einem Major und Zehlendorfer Leibstallmeister, und seiner Ehefrau Margarete Theodora Wilhelmine Adolphi geboren. Friedas Vater war ein Schüler Gustav Steinbrechts und publizierte über Reiterei. Nach dem Tod Steinbrechts gab er ab 1886 Das Gymnasium des Pferdes, es gilt als eines der Standardwerke der Reitliteratur, weiter heraus und ergänzte es. Ebenso bedeutend war seine Funktion als Leibstallmeister des deutschen Kaisers Wilhelm II., diese Funktion hatte er seit dessen Jugend inne.
Frieda Plinzner begann in ihrer Heimatstadt Berlin 1911 mit der „Zigeunermission“. Paul Plinzner besuchte gelegentlich seine Tochter in der „Zigeunermission“ und nahm einzelne Kinder mit zu den Pferden im Tattersall. Einem „Goka“ gab er als Pferdejunge Arbeit. Von den Roma soll Paul Plinzner „Pàpa“ genannt worden sein. Ein Lexikon der „Zigeunersprache“ kennt dieses Wort allerdings nicht.
Am 15. Dezember 1914 heiratete Frieda in Berlin-Zehlendorf Adolf Friedrich Hermann Zeller (geb. 11. Oktober 1886). Adolf Zeller stammte aus einer tief protestantischen Familie. Er war 1910 bis 1912 im unständigen Pfarrdienst in Württemberg, dann Missionar in Frankfurt am Main von 1913 bis 1915. Adolf Zeller publizierte 1914, er war an die Berliner Zigeunermission abgeordnet: Unter Zigeunern in Berlins. In der Folge leistete er Kriegsdienst und war von 1916 bis 1920 Divisionspfarrer.

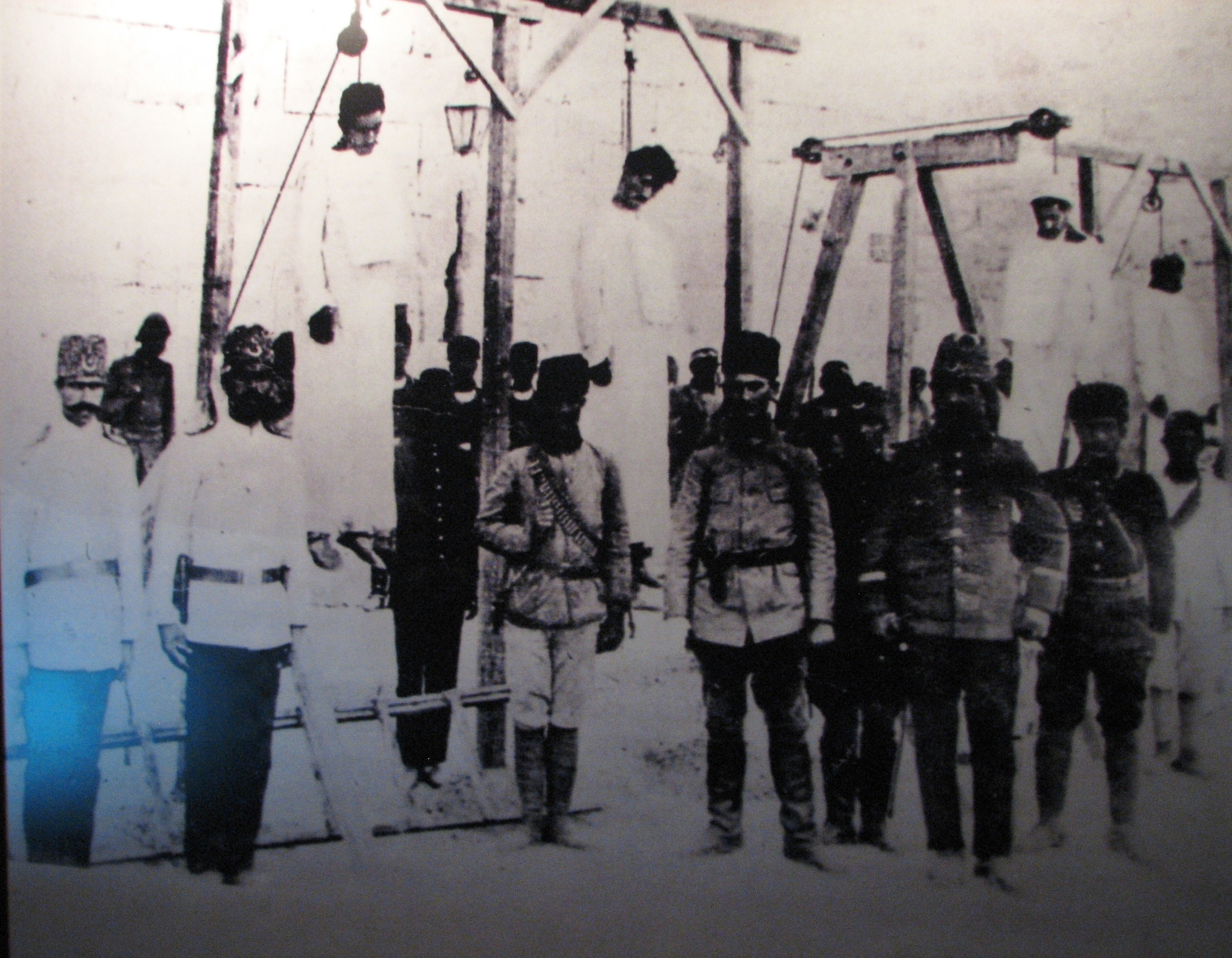
Erhängte Armenier auf einer Straße in Aleppo 1915

Das Ehepaar war im Orient tätig, zunächst 1916 in einem Soldatenheim in Konstantinopel, 1917 in Aleppo, dann in Palästina und dem Libanon. Die Rückkehr erfolgte mit einem Internierungsschiff 1919. Sie waren vermutlich Augenzeugen des Völkermordes an den christlichen Armeniern. Aleppo war ein Zentrum des Völkermordes. Reichskanzler Theobald von Bethmann Hollweg war Oktober 1915 der Adressat eines von zahlreichen evangelischen Persönlichkeiten, darunter auch Adolf Zeller, unterzeichneten Briefes gegen das „jammervolle Geschick des armenischen Volkes in der Türkei [...] dem nach glaubhaften Nachrichten die Ausrottung droht.“ Zeller gibt hier schon eine Adresse in Aleppo als Wohnort an. Von Frieda Zeller selbst ist keine Reaktion bekannt, allerdings war die Geheimhaltung und ein Verbot, darüber zu berichten die Leitlinie der deutschen Politik. Elmar Spohn weist darauf hin, dass – weil sie am Ort des Völkermordes weilte – es kaum möglich sei, dass sie davon nichts mitbekommen habe.
Nach dem Ende des Ersten Weltkriegs war Adolf Zeller Mitglied eines Freikorps. Er starb am 15. März 1920 in Königsberg (Preußen). Als Todesursache ist die „asiatische Grippe“ überliefert. Die Ehe blieb kinderlos. Nach dem Tod ihres Mannes kehrte Frieda Zeller-Plinzner zur „Zigeunermission“ zurück, die ihr weiteres Leben bestimmte.

## „Zigeunermission“ und ihre Publikationen zu Roma

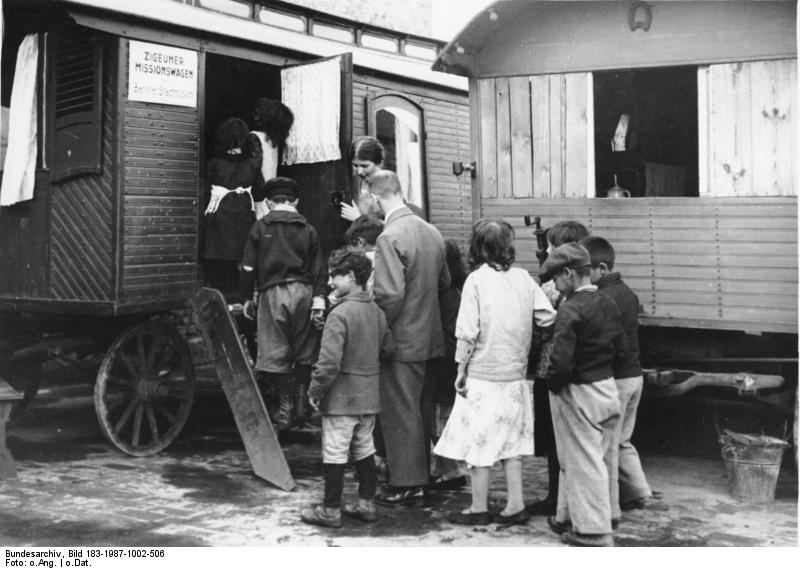
„Zigeunermission“ der Berliner Stadtmission in Berlin-Weißensee 1932
(Aufnahme des Scherl-Bilderdienstes) Der mobile Wagen besaß ein Harmonium sowie Tische und Bänke.

1910 wurde die „Zigeunermission“ von der Berliner Stadtmission eingerichtet. Die Berliner Stadtmission war vom 1909 verstorbenen ehemaligen Hof- und Domprediger Adolf Stoecker 1877 gegründet und geprägt worden. Bedeutende Personen der Stadtmission sind dem Pietismus zuzurechnen, so die beiden Nachfolger Stockers, aber auch die damalige Stadtmission selbst gilt – im Gegensatz zur Landeskirche – als eine der Berliner Hochburgen des Pietismus.
Die Lehrerin Maria Knak, Enkelin des Theologen Gustav Knak, hatte bei privater Hausaufgabenhilfe einen Bedarf und die Möglichkeit einer Zigeunermission erkannt. Nach der Gründung der Zigeunermission tauschte sie den Beruf der Lehrerin durch den schlechter bezahlten der Missionarin. Plinzner wird 1911 die zweite Missionarin. Die ersten vier Missionarinnen verließen ihre Arbeit schnell, da sie heirateten. Zeller-Plinzner übernahm die Leitung nach der Hochzeit von Knak, die der Berliner "Zigeunermission" bis über das Jahr 1935 verbunden blieb.
Bereits 1910 muss der Kindergarten der Mission existiert haben. Die Akten der Mission wurden im Zweiten Weltkrieg vernichtet, so dass die Veröffentlichungen der Missionare und Missionarinnen eine der wenigen Quellen zu dieser Mission sind.
Plinzner begann in Berlin 1911 mit ihrer „Zigeunerarbeit“, kurzzeitig unterbrochen von einem Aufenthalt in Frankfurt am Main. Unter „Zigeunerarbeit“ verstand sie besonders die Arbeit mit „Zigeunerkindern“. Schon 1912 erschien ihre erste Publikation, die aus der Mission hervorgeht: Bilder aus dem Leben Berliner Zigeunerkinder (Hefte zur Zigeunerkunde 5) im Striegauer Huss Verlag. Der Verlag war zu diesem Zeitpunkt für die "Zigeunerkunde" bzw. "Zigeunermission" nicht randständig, im Vorjahr war dort Reinhold Urbans Die Sprache der Zigeuner in Deutschland: eine volkstümliche Einführung. (Hefte zur Zigeunerkunde 1) und die Erstauflage von Engelbert Wittichs Blicke in das Leben der Zigeuner: Von einem Zigeuner. (Hefte zur Zigeunerkunde 2) erschienen. Urban war ebenfalls ein Missionar und Prediger.
Urban, der 1911 Die Leidensgeschichte unseres Herrn Jesu Christi in der Sprache der deutschen Zigeuner publiziert hatte, wollte mit der Heftreihe „dem armen, heimatlosen Volk eine gerechtere Beurteilung und ernstliches Wohlwollen bei allen edel denkenden Deutschen erwirken.“
Eric Otto Winstedt schrieb im April 1912 für das Journal of the Gypsy Lore Society eine lobende Sammelrezension der ersten fünf Bände der Heftreihe. Das Bändchen von Plinzner gefiel ihm nicht: „The spectacle of healthy children reduced to a state of sentimentality, in which they burst into hymn and prayer with a glibness bordering on profanity, appears to delight the heart of some people. To me it is inexpressibly nauseating.“ Die Zeitschrift für Ethnologie vermerkte den Eingang von Bilder aus dem Leben Berliner Zigeunerkinder, rezensierte sie aber nicht.
Für die Bilder aus dem Leben Berliner Zigeunerkinder schildert Zeller-Plinzner eine im Norden Berlins gelegene Siedlung von Sinti. Sie ist von der „Fremdheit“ überrascht: „Das ganze sieht gar nicht mehr deutsch, sondern wie ein Bild aus dem Orient aus.“ Hier entsteht die "Zigeunermission" die vor allem der religiösen Unterweisung der Kinder dient. Sie schildert eine Mischung aus religiösen Erweckungserlebnissen und die heilsame Wirkung von Jesus im Alltag der Kinder. Enthalten sind auch Schilderung der Armut, Unterernährung und daraus folgenden Krankheiten. Obwohl die Mission auch materielle Hilfe leistet ist die steht die religiöse Unterweisung im Vordergrund. Ihr Ansatz ist akzeptierend, allerdings behandelt sie auch die Erwachsenen wie Kinder.
Zeller-Plinzner publizierte bei Huss 1912: Zinna und Kurli – Eine Zigeunergeschichte. (Hefte zur Zigeunerkunde 6). Das Nachwort stammte von Pfarrer Ernst Lohmann, der auch Missionarinnen für Roma ausbildete. Plinzner veröffentlichte ebenso wie Knak weiter zur Mission von Roma bis hinein in den Nationalsozialismus.
Zinna und Kurli ist eine Erweckungsgeschichte. Zinna, bürgerlich Lene Franz, getauft als Cäcilia weil der Pfarrer Zinna als Namen nicht akzeptieren wollte, reist mit ihren Eltern nach England, Frankreich und Italien. Wegen der nun Schulpflichtigen Zinna siedeln sich die Eltern im Norden Berlins an. Mara, die beste Freundin von Zinna stirbt. Die Tote wird mit Geld in der Hand bestattet, da "Zigeuner glauben, daß der Eintritt in den Himmel Geld kostet." Nach einem Diebstahl hat Zinna ein Erweckungserlebnis.
1914 wechselte Zeller-Plinzner den Verlag. Zinna und Kurli erschien in zweiter Auflage im Umfang von 16 Seiten nun bei der Vaterländischen Verlags- und Kunstanstalt in Berlin, die auch ihre Bilder aus dem Leben Berliner Zigeunerkinder neu auflegte. Das war der Verlag der Berliner Stadtmission, der nach dem Erwerb des vormals Kassler Ernst-Röttger-Verlages verstärkt in das Buchgeschäft einstieg. Ebenfalls 1914 erschien in Erstauflage des Bertelsmann-Verlags Zeller-Plinzners erfolgreiches Kinderbuch Kiki, zu diesem Zeitpunkt missionierte sie in Berlin bei etwa 200 Roma. Kiki wurde 1927 in der zweiten und 1930 in der dritten Auflage ebenfalls bei Bertelsmann verlegt. Erste protestantische Versuche einer expliziten „Zigeunermission“ in Deutschland gab es 1830 in Friedrichslohra in Thüringen. Diese knüpft an ältere christliche Vorstellungen an, dass Roma Heiden seien. Die 1775 von Friedrich II. gegründete "Zigeunerkolonie" mit ihrer späteren Mission lieferte das Vorbild der aus missionarisch-fürsorglichen Interventionen und Repression zusammengesetzten Tätigkeit. Real waren die angeblich heidnischen Roma nicht religionslos, sondern mehrheitlich katholisch getauft. Die Haltung protestantischer Kinderbuchautorinnen gegenüber der Religion der Roma war davon geprägt, dass die Religion der Roma eine defizitäre Form sei und Mission zugleich die Vermittlung echter christlicher Religion und kleinbürgerlicher Normen bedeute. Der Missionsversuch von Friedrichslohra wurde sehr schnell nach Protest des katholischen Pfarrer abgebrochen. Die protestantische Kinderbuchliteratur ist oft kaum mehr als eine Paraphrase des Experimentes in Friedrichslohra. Die Zwangsmaßnahmen des vom Ehepaar Blankenburg organisierten Missionsversuchs: die Wegnahme der Kinder und die Einweisung ins Arbeitshaus – Leiter des "Sittigungshauses" war der Schuhmacher W. Blankenburg – führten zu einer Rückkehr der Betroffenen zu einer wandernden Lebensform. Im Rahmen des Missionsversuches in Friedrichslohra entstand 1832 auch ein Romani-Glossar, der 1894 von Richard Pischel veröffentlicht wurde. Übersetzungen und Sprachforschung gehörten auch zur Arbeit der Berliner Stadtmission.
Auch Zeller-Plinzner steht in dieser protestantisch-preußischen Traditionslinie. 1934 imaginierte sie, nachdem sie einen "Friedericius-Rex-Film", vermutlich Der Choral von Leuthen (Uraufführung am 3. Februar 1933, Regie: Carl Froelich), gesehen hatte, Friedrich II nicht nur als stigmatisierte, jesusartige nationale Erlösergestalt, sondern auch als Kommandeur "preußischer Zigeunersoldaten", die sie im Film nicht gesehen hatte. In der Schlacht von Leuthen hatte die preußische Armee die überlegenen österreichischen Truppen geschlagen, laut einer Anekdote sollen die Soldaten nach der Schlacht „Nun danket alle Gott“, der als „Choral von Leuthen“ in die Geschichte eingegangen ist, gesungen haben.
Gemeinsam mit dem Sinti Jaja Sattler, der durch die Mission eine Ausbildung erhielt, war Zeller-Plinzner für die British and Foreign Bible Society an der Übersetzung des Johannesevangeliums in das Romanes beteiligt; die Übersetzung wurde 1930 veröffentlicht.
Frieda Zeller-Plinzner betrieb weiterhin auch zusammen mit Sattler „Zigeunermission“. Es ist aber unklar wie die organisatorischen und monetären Zusammenhänge sich genau gestalteten. Die Mission für Süd-Ost-Europa (MSOE) betrachtete die „Zigeunermission“ durch Zeller und Sattler als einen Arbeitszweig der MSOE, traf hierzu Absprachen, finanzierte sie aber nicht. Auch die weitere Zugehörigkeit zur Stadtmission ist fraglich.

## Das Kinderbuch: Kiki (1914, 1927, 1930)
Wie Zeller-Plinzners „Zigeunermission“ zu Beginn ungefähr ausgesehen hatte und wie ihre Haltung zu den „Zigeunern“ aussah, bzw. wie sie diese sehen wollte ist ihrem Kinderbuch Kiki von 1914 zu entnehmen. Das Buch schildert in mehreren Kapiteln und Stationen das Leben des etwa sechsjährigen Sintijungen „Kiki“, dessen Umwelt der Missionserfahrungswelt Zeller-Plinzners entspricht. Die Handlungsorte in Berlin und Frankfurt am Main lassen sich als reale Orte identifizieren. Beigefügt sind dem Buch die Reproduktion eines farbigen Aquarells von Zeller-Plinzner, das zwei „Zigeunerkinder“ beim Spielen auf einer Wiese zeigt, sowie mehrere Schwarz-Weiß-Fotos, die ärmliche „Zigeuner“ zeigen.
In Kiki tritt eine „Zigeunermissionarin“ auf, die sich wie die reale Zeller-Plinzner „Lolitschäj“ (Romanes: „rotes Mädchen“, der roten Haare wegen) nennen lässt. Zeller-Plinzner schrieb im Vorwort: „Aus eigenem Miterleben und aus dem brennenden Wunsche heraus, die Herzen der Christen, insbesondere Kinderherzen für die Not der verachteten Zigeunerkinder warm zu machen, schrieb ich nachfolgende Geschichte [...] Große und kleine Zigeuner betrachten mich als eine Art ‚Stammesgut‘ und lassen mich in einem großen Teil ihrer Geheimnisse und ihres Lebens hineinblicken.“ Sie schrieb das Buch mit dem Gedanken: „Wie kann ich vielleicht mithelfen, daß auch dieses verachtete Volk es erfährt, daß Jesus es lieb hat.“

### „Zigeuner“ als zu missionierende Heiden
Die Vorstellung, dass Roma keine Christen, sondern Heiden seien, ist eine der Grundaussagen des Buches. Kiki kann von seiner Mutter, als er vom Teufel geträumt hatte, nicht getröstet werden. Da die Mutter „gar nichts vom Herrn Jesus, der viel mächtiger ist als der Teufel“ wisse. (S. 2f) In den vorausgehenden Zeilen beschreibt Zeller-Plinzner Teile der Volksfrömmigkeit von Roma, zu der Amulette, Körpergesten und Gebete der Mutter gehören. Auch ein Mitbringsel aus dem katholischen Marienwallfahrtsort Mariazell konnte Kiki nicht vor dem Teufel trösten. (S. 5, dito S. 8) Auf Kikis fehlenden Taufschein weist ein Polizist hin (S. 15). Die Bedeutung von Weihnachten ist Kiki unbekannt. (S. 22) Nach einer Nacht im Wirtshaus schwört Kikis Vater „bei der heiligen Mutter Gottes“ nicht mehr zu trinken, Zeller-Plinzner setzte belehrend hinzu: „daß ihm die heilige Mutter Gottes da gar nicht helfen kann, sondern nur der liebe Heiland.“(S. 22) Zeller-Plinzner lässt in Kiki ein „Zigeunermädchen“ erkranken. Ihre Eltern stellen neben das Krankenbett einen Marienaltar, der das Mädchen nicht vor dem Tod bewahrt. Kiki, der das gestorbene Mädchen findet, erscheint erneut im Traum der Teufel. Die katholische Marienverehrung wurde von den Berliner Missionaren generell als heidnisch angesehen.
Kiki ist „der Heiland“ zunächst unbekannt. (S. 25) Ein verwandtes Kind erklärt Kiki, etwa in der Mitte des Buches, dass bei allem, besonders bei Schulproblemen, „der Heiland“ helfe. Das Buch KiKi endet in einer christlichen Erweckung, aber ohne Taufe. Kiki bekommt von „Lolitschäj“ ein Jesusbild geschenkt, das er lange und andächtig betrachtet und Kiki begreift, dass der Heiland „auch ihn, den schmutzigen kleinen Zigeunerjungen [.] lieb hat.“ (S. 52) Am nächsten Tag ist Kiki und ihre Familie verschwunden die Leser werden aufgefordert, für Kiki und seine „kleinen braunen Brüder und Schwestern, die es noch gar nicht wissen, daß der Herr Jesus sie lieb hat“, zu beten. (S. 53)
Unwissen und die als unwirksamer Aberglauben beschriebenen religiösen Praktiken untermauern in KiKi den Bedarf an „Zigeunermission“. Zu fragen wäre hier, wie realistisch die Schilderung auch des christlichen Unwissens ist. Der Tsiganologe Johan Miskow besuchte im Dezember 1910 – also kurz nach Beginn der Mission die Berliner Sinti und Roma und publizierte dazu auch eine Liste mit Übersetzungen von Wörtern und Sätzen aus ihrem Romanes, die unter anderem Kenntnis zentraler christlicher Aussagen belegt: „o Jesus gerdjilas kretjune“ (Jesus wurde Weihnachten geboren).

### Schmutz, Lumpen, Reinlichkeit

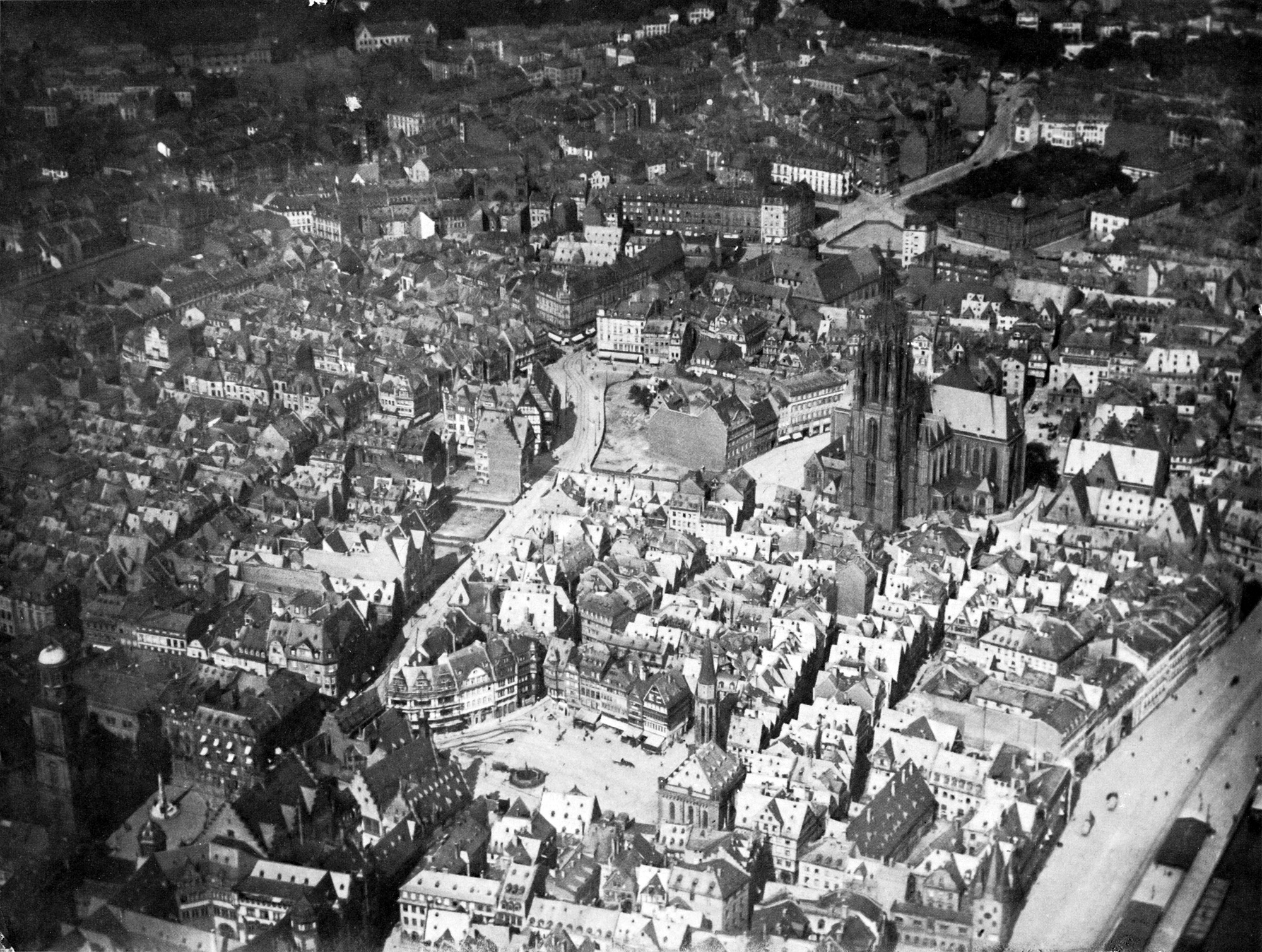
Frankfurter Altstadt 1911. Hier befindet sich das fiktive Winterquartier von Kiki, Frieda Zeller-Plinzner lernte es bei ihrer Mission in Frankfurt kennen. Luftschiffbild von Carl Sauerwein.

Die unzivilisierte Ungewaschenheit ist ein weiterer Topos, der in Kiki durchgehend und stereotyp die Lebensweise der Roma beschreibt. Die Ursache scheint nicht in den ärmlichen Lebensbedingungen, sondern im Unwissen zu liegen: „Kikis Morgentoilette war sehr einfach. Sein schmutziges, rotes Hemdchen trug er ja Tag und Nacht. Schnell fuhr er noch in die ganz zerrissenen, braunen Sammethöschen, und nachdem die Mutter noch einen langen, grünen Schal um seinen Hals gebunden hatte, war er fertig. Kiki kam gar nicht auf den Gedanken, daß man sich auch – waschen kann.“
Hierzu steht eine Beobachtung der Kinderbuchautorin Grete Weiskopf, aus dem Jahr 1928, die mit einer Reihe der Berliner Roma befreundet war im Kontrast. Sie beschreibt zwar die ärmliche und zerschlissene Kleidung ihrer Freunde aber auch deren Lust bei der Benutzung ihrer Badewanne als wahre „Reinlichkeitswut“.

### Polizeiliche Repression, Kriminalität
Zahlreiche Sondergesetze galten für „Zigeuner“ in Deutschland im Kaiserreich und nachfolgend in der Weimarer Republik. In Kiki wird das Verbot „bandenmäßig umherzuziehen“ den im Wald lagernden Familien von zwei Polizisten mitgeteilt. (S. 7) Schon das gemeinsame Reisen mehrerer Familien oder eines standesamtlich nicht verheirateten Paares mit seinen Kindern fiel unter dieses Verbot. In Kiki werden die Männer verhaftet, die Frauen und Kinder bleiben mittellos zurück und beginnen ab dem dritten Tag zu hungern. Die Männer kommen letztlich aus dem Gefängnis frei, müssen aber eine Geldstrafe zahlen und als einzelne Familien weiterziehen. (S. 7) Zeller-Plinzner bewertet das Verbot nicht, sondern beschreibt nur die Auswirkungen auf Kiki.
An anderer Stelle beschreibt sie explizit kriminelle Praktiken, die sie als übliche Handlungsweise der „Zigeuner“ ansieht. Ein Beispiel ist der Betrug beim Pferdehandel. (S. 5) In einer volkstümlichen Geschichte, die in Kiki wiedergegeben ist, wird die Legitimation der „Zigeuner“ für solche Praktiken erläutert: „Zigeuner“ hätten danach den Soldaten die Nägel bei der Kreuzigung Christus gestohlen, worauf dieser ihnen erklärt hätte. „Von heute an dürfen Zigeuner immer stehlen und betrügen“. (S. 6)

### Die reale Berliner „Zigeunermission“ in Kiki

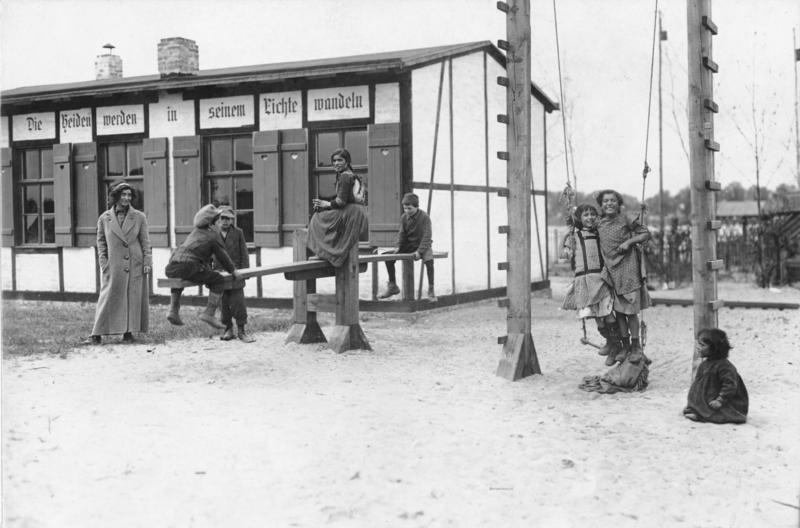
„Zigeunermission“ der Berliner Stadtmission mit dem von Pfitzner beschriebenen Bibelspruch „Die Heiden werden in seinem Lichte wandeln“ (1913)

Den Ort ihrer „Zigeunermission“ in Berlin beschreibt sie als ein kleines, weißes Haus auf der damals „verrufenen“ (Zeller-Plinzner) Jungfernheide. Es war mit Bibelsprüchen („Lasset die Kinder zu mir kommen“ Lukas 18:16, „Die Heiden werden in seinem Lichte wandeln“ Jesaja 60:3) geschmückt. Eine Beschreibung, die sich mit Fotos des Hauses deckt. Hier bot sie einer „großen Schar zerlumpter, brauner Kinder“ die Möglichkeit zu spielen. Eine Kindergruppe spielte so: „Sie klatschten alle fröhlich in die schmutzigen, braunen Händchen und sangen dabei ein: Laßt die Herzen immer fröhlich/ Und mit Dank erfüllt sein,/ Denn der Vater im Himmel/ Nennt uns seine Kinderlein.“ Die Kinder sangen damit ein Evangeliumslied, der deutsche Text stammt von Johann Abraham Reitz nach einer amerikanischen Vorlage von Fanny Crosby. Weitere christliche Sinnsprüche auf Romanes schmückten das „saubere und nach dem Geschmack der Zigeuner bunt eingerichtete Missionshaus.“ Diese Beschreibung entspricht dem realen Ort der „Zigeunermission“ in Berlin. Die Missionarinnen – so schreiben es auch die nichtfiktionalen Berichte – hatten zunächst Kindern biblische Geschichten erzählt, mit ihnen gesungen und gespielt. Später seien dann die Mütter, noch später die Männer zu Veranstaltungen gekommen.

## Missionsgeschichten aus aller Welt:Heidenkinder in Jesu Licht(1912)
Ihr Buch Heidenkinder in Jesu Licht (1912) sammelt und erzählt zehn Missionsgeschichten, die in aller Welt spielen. Beispielhaft sei hier die Geschichte Ein kleiner Jesus-Jünger zusammengefasst. Sie handelt von dem christlichen „Chinesenjungen“ Huie, der mit seinem kleinen Bruder und seiner Mutter in San Francisco lebt. Die Erzählperspektive ist die des Kindes. Der christliche Vater des Kindes wurde schanghait. Der heidnische, gewalttätige, hässliche „böse Onkel Ting“ erklärt dieses Unglück in „sichtliche[r] Befriedigung“ damit, dass der Vater Christ sei. Huie wirft ihm vor, seinen Vater verkauft zu haben. Gebete der Mutter vor einem „Götzenschrein“ bringen den Vater nicht zurück. Onkel Ting schlägt Huie, weil er zur Sonntagsschule geht, und schickt ihn in die Fabrik, wobei er den Lohn einbehält. Er droht, die Mutter nach China zu schicken, damit sie keine Christin werde. „Wie gut war’s für den kleinen Chinesen-Jungen, daß er tüchtig laufen und arbeiten mußte, er wäre sonst vor lauter Jammer und Herzleid zusammengebrochen.“ (S. 104) Huie überlegt: „Sollte Mutter wirklich nach China gehen? Sie würde dort nie von Jesus hören ⎯ nie eine Jesusfrau werden. Huie mußte schnell groß und ein Mann werden, dann konnte er selber herüberfahren und nach Mutter sehen und ihr und den andern Chinesen vom Heiland erzählen. Wie hatte Vater dafür gebetet, daß Mutter eine Christin werden sollte!“ Als Onkel Ting ihn in der Fabrik foltert, rettet ihn ein Arbeiter. Huie wacht im Zelt eines Missionars auf, der seine Verletzungen behandelt. Die Geschichte endet: „Ganz atemlos lauschte Huie all den wunderschönen Neuigkeiten. Sein Herz jubelte bei all den herrlichen Zukunftsaussichten. Mutter und Klein-Lin im Missionshaus! Oh, Mutter würde dort von Jesus hören! Und Klein-Lin würde Lieder und Verse Lernen! Und wenn Vater zurückkam, war Mutter vielleicht schon eine Jesus-Frau!“
1928 erschien ihr thematisch ähnliches Buch: Kinder aus aller Welt – Gesammelte Missionsgeschichten bei Bertelsmann.

## Im Nationalsozialismus

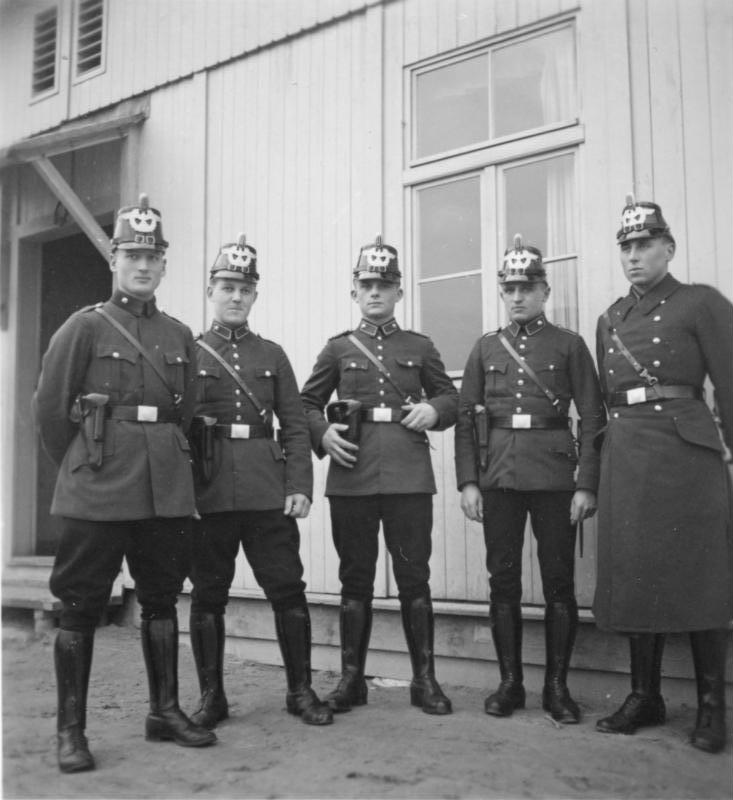
Polizeibewachung des Zwangslagers in Berlin (ein Foto der Rassenhygienischen Forschungsstelle)

1934 wohnte Zeller-Plinzner in Potsdam. Sie begrüßte im Vorwort ihres 72 Seiten starken Büchleins Skizzen aus der Zigeuner-Mission: Jesus im Zigeunerlager (1934) die Rückkehr Deutschlands zu den alten Farben. Am 1. Mai 1933 dem Tag der nationalen Arbeit stand sie nach eigenem Bekunden unter der "Millionenmenge" auf dem Tempelhofer Feld, die die nationale Erhebung begrüßt habe. Sie wolle bei den neuen Machthabern im Namen Jesu um Liebe für die "Zigeuner" bitten. Zeller-Plinzner missioniert nun ohne die Stadtmission, sie vermerkt eine deutlich feindlichere Haltung der Bevölkerung gegenüber ihren Schützlingen.
1934, wenn nicht 1933, entwickelten das Wohlfahrtsamt Berlin und die Polizei einen Plan zur Zusammenziehung der „Zigeuner“ in einem von der Polizei beaufsichtigten Lager. 1936 entstand das euphemistisch als Berlin-Marzahn Rastplatz bezeichnete Zwangslager. Über 600 Personen wurden in einer Großaktion am 16. Juli 1936 auf Rastplätzen, in Mietwohnungen und Häusern festgenommen. 1938 waren 852 Personen interniert. Die Gesamtzahl der Internierten lässt sich für den Zeitraum 1936-43 auf 1200 schätzen. Im Lager selbst waren die Missionare – sowohl seelsorgerisch als auch karitativ – vermutlich bis spätestens 1938/39 tätig. Der Zigeunermissionar Süßkind verweigerte 1936 die Hilfe für die rassenbiologischen Untersuchungen von Gerhart Stein an den Internierten. Die Rassenhygienische Forschungsstelle (RHF) führte dann im Lager die Begutachtung der „Zigeuner“ fort. Wann und warum die Mission endete, ist nicht bekannt. Die Stadtmission macht zum Ende der Mission und der Tätigkeit im Lager nach dem Krieg keine brauchbaren Angaben. Das Lager wurde 1943 durch Deportation nach Auschwitz aufgelöst.
Sattler wurde am 5. März 1943 ins KZ Auschwitz-Birkenau deportiert und kam dort im "Zigeunerlager" um. Zeller-Plinzner versuchte erfolglos für ihren Kollegen bei den NS-Behörden zu intervenieren. Die Quellenlage hierzu ist dürftig, sie beruht im Wesentlichen auf Selbstaussagen und deren Wiedergabe. Erhaltene Anfragen bzw. deren Ablehnung durch NS-Behörden erlauben nicht den Umfang ihrer Bemühungen zu bewerten. Sicher ist nur das sie von der Verhaftung Sattlers überrascht wurde.

### Die Verwechslung von Zeller-Plinzner mit der NS-Rassenforscherin Eva Justin
Schon 1914 im Kinderbuch KiKi nennt Zeller-Plinzner sich „Lolitschäj“ (Romanes: „rotes Mädchen“, der roten Haare/Backen wegen). Im Nationalsozialismus wurde die Verwechslung mit der rothaarigen Eva Justin einer der Haupttäterinnen der RHF bewusst eingesetzt. Justin konnte so nach Verwandten und Verwandtschaftsverhältnissen „vertrauensvoll“ fragen und so die Basisangaben für individuelle Gutachten sammeln. Im Gedächtnis der den Porajmos überlebenden Sinti meint Lolitschai nun Justin und nicht mehr die Missionarin Zeller-Plinzner.

### Bekanntschaft mit Erna Lauenburger (Unku)

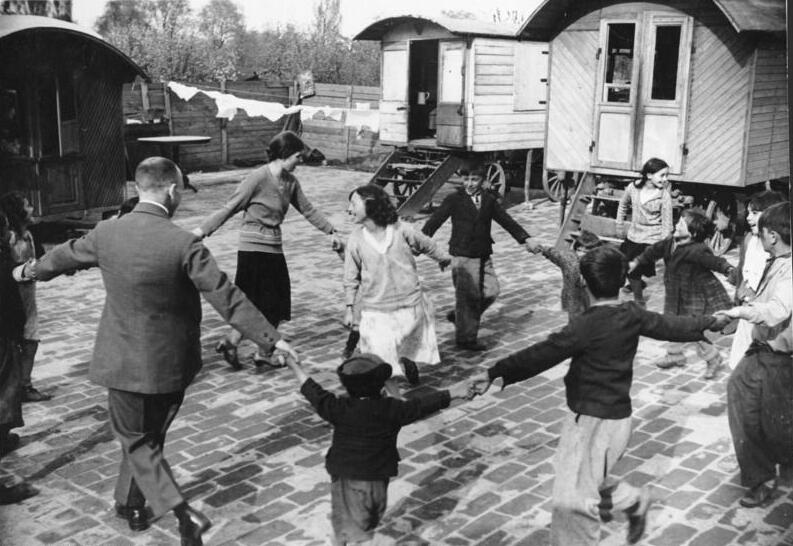
„Zigeunermission“ 1932 in Berlin-Weißensee. Der Missionar ist Kurt Süßkind. Die Missionarin ist nicht identifiziert.

1932 wurde Erna Lauenburger (Unku), geboren 1920 in Berlin-Reinickendorf, von der evangelischen Stadtmission in Berlin getauft. Sie ist das Vorbild für eine der beiden Hauptfiguren des 1931 im Malik-Verlag erschienenen Kinderbuches Ede und Unku von Grete Weiskopf. Zeller-Plinzner erwähnt Lauenburger und ihre Familie 1934 in Jesus im Zigeunerlager. Die Lebenswelt von Unku in Weddings Ede und Unku ist deutlich anders als die von Kiki bei Zeller-Plinzner. Weder gibt es bei Wedding eine „Zigeunermission“ noch sind religiöse Praktiken ein raumgreifendes Thema. Erna Lauenburger ist mit Datum vom 2. Juli 1943 im Hauptbuch des „Zigeunerlager Auschwitz“ als gestorben verzeichnet.

## Nachkriegszeit
Ausweislich ihrer Bücher in der Deutschen Bibliothek hatte sie nach Titelzahl, Erscheinungsorten und Auflage nicht mehr die Bedeutung einer Buchautorin, die sie vor dem Zweiten Weltkrieg hatte. Nach Kriegsende nahm Zeller-Plinzner die „Zigeunermission“ wieder auf, ihre Wirkungsorte waren Frankfurt am Main und Hamburg. Bereits 1948 erschien ein Artikel von ihr Über den Neuanfang der Zigeunermission in einem Zirkular des Freundeskreises der Mission für Süd-Ost-Europa e.V. Diese gehört heute zur Arbeitsgemeinschaft Evangelikaler Missionen. Bücher zur „Zigeunermission“ publizierte sie nicht mehr.
1970 starb Zeller-Plinzner im baden-württembergischen Waldwimmersbach, hier befindet sich ein Missionsheim, das vom Bund der Missionsschwestern e. V. getragen wird.

## Beurteilungen
Autoren, die sich vor allem mit der Verfolgungsgeschichte von Roma befassen beurteilen die Arbeit von Frieda Zeller-Plinzner vor allem negativ.
Bei Zeller-Plinzner mischt sich widersprüchlich, so urteilt Gilad Margalit „christliche Nächstenliebe zum ‚braunen Volk‘“ und das aus der Aufklärung stammende Konzept der „Besserungspolitik“ im Anschluss an Gottlieb Grellmann.
Reimar Gilsenbach bewertet das Wirken von Zeller-Plinzner als eine der paternalistisch eifrigsten der Missionarinnen. Ihr Wirken sei von „rührseliger Frömmelei“ bestimmt. Sie habe sich aber die Achtung der Sinti erworben. Trotz ihres großen Engagements sei sie nicht auf den Gedanken gekommen, dass man Sinti helfen könne, wenn man ihre Diskriminierung abschaffe, sie nicht mehr durch Sondergesetze behindere.
Aus einer anderen Perspektive wertet Elmar Spohn in einer 2015 erschienenen Kurzbiographie Jaja Sattlers den Missionsversuch als nur in Teilen erfolgreich. Der Erfolg war deshalb nicht durchschlagend, da wegen antiziganistischen Tendenzen auch kirchlicher Kreise es nur bedingt Unterstützung gab. Außerdem „wird man in den rigiden Moralvorstellungen der evangelischen 'Zigeunermission' suchen müssen, da diese oft nicht mit den real existierenden Lebenswelten der Sinti und Roma kompatibel waren.“ In seiner Dissertation weist Spohn darauf hin, dass erhebliche Lücken in der theoretischen Fundierung der Mission gab und deren Akteure vor allem aus christlichem Sendungsbewusstsein handelten. Gleichzeitig verweist er darauf, dass die Ablehnung durch Autoren die zur Verfolgungsgeschichte gearbeitet haben, auch der bisher kaum bearbeiteten Haltung der Kirchen, bzw. den erst in Ansätzen bekannten Beteiligung der Kirchen an der Verfolgung von Roma im NS beruhe.

## Schriften
Ihre Veröffentlichungen erschienen unter ihrem Mädchennamen, dem Nachnamen des Ehemannes und mit Doppelnamen. Es finden sich für den Vornamen die Schreibweisen Frida und Frieda.
- Bilder aus dem Leben Berliner Zigeunerkinder. (Hefte zur Zigeunerkunde 3). 1912 Striegau, Huss Verlag. (2. Aufl. Vaterländische Verlags- und Kunstanstalt, [1914]
- Zinna und Kurli – Eine Zigeunergeschichte. (Hefte für (sic!) Zigeunerkunde 6) 1912 Striegau, Huss Verlag. (2. Auflage: Berlin, Vaterländ. Verlags- u. Kunstanst.)
- Heidenkinder in Jesu Licht. Missionsgeschichten mit Bildern. Basler Mission Zürich. Frankfurt a. M., Verlag Orient 1912 Textauszug online auf sophie.byu.edu
- Kiki. Eine Zigeunerkindergeschichte. Gütersloh, 1914 Bertelsmann (2. Aufl. 1927; 3. Aufl. 1930)
- Er liebt auch mich. Gütersloh : Bertelsmann, [1915]
- Mehr wert als viele Sperlinge. [Eine orientalische Kindergeschichte aus der Kriegszeit]. Bertelsmann, [1922][100]
- Kinderen in heidenlanden: zendingsverhalen. Arnhem: H. ten Brink, [1923] "Nieuwe zondagsschool-serie" no.80;
- Eine vergessene Missionsaufgabe. (Aus der Zigeunermission). In: Die evangelische Missionen. 1927 Heft 8, S. 186–190.[101]
- Kinder aus aller Welt. Gesammelte Missionsgeschichten. Gütersloh Bertelsmann, 1928
- Bamberg, [Kapuzinerstr. 16]: Christl. Schriftenvertrieb d. Gefangenen- u. Schriftenmission J. Maar, 1929
- Die schwarze Prinzessin. Verlag Schweickhardt, Lahr-Dinglingen um 1930
- mit Jaja Sattler: O Woyako-hiro katar o Jesuskasko Christuskasko banasgimmo ä Johannestar. Evangelium Johannes in Zigeunerisch Mundart norddeutscher Zigeuner. Berlin. Britische und ausländische Bibelgesellschaft, 1930.[102]
- Hannelores Glück. Ponta Grossa [Paraná, Brasilien, Caixa postal 185], Verlag der Deutschen Vereinigung für Evangelisation und Volksmission, [1930][103]
- Skizzen aus der Zigeuner-Mission: Jesus im Zigeunerlager, Ihloff Neumünster 1934.
- [1938] (Übertragung aus dem Englischen) Es geschieht etwas / M. Cable; F. French. Johannis-Verlag
- Über den Neuanfang der Zigeunermission. 5. Brief an den Mitarbeiter- und Freundeskreis d